# اوکسانا شیشکووا
اوکسانا شیشکووا (انگلیسی: Oksana Shyshkova؛ زادهٔ ۱۰ ژوئن ۱۹۹۱) ورزشکار اسکی صحرانوردی اهل اوکراین است.
وی در مسابقات کشوری و بین‌المللی در مجموع برندهٔ ۲ مدال طلا، ۲ مدال نقره، ۵ مدال برنز شده‌است.

## زندگی
شیشکووا در خارکیف، اوکراین زاده شد.